# Glenea salomonum
Glenea salomonum là một loài bọ cánh cứng trong họ Cerambycidae.